# Hazy Eyes
"Hazy Eyes" és el quart senzill de l'àlbum de Fightstar, Grand Unification.
Escrita per Charlie Simpson, "Hazy Eyes" va ser lliurada un any després del primer senzill "Paint Your Target". Charlie va lluitar durament per poder incloure "Hazy Eyes" al segon àlbum Grand Unification.

## Llista de pistes
Senzill en CD (CD Single):
1. "Hazy Eyes"
2. "She Drove Me to Daytime Television" (cover de Funeral for a Friend)

CD Maxi
1. "Hazy Eyes"
2. "Fight For Us"
3. "Palahniuk's Laughter"
4. "Hazy Eyes" (Vídeo)

Vinil de 7":
1. "Hazy Eyes"
2. "Sleep Well Tonight" (Acústica en directe)

## Video
El vídeo per Hazy eyes és d'un món surrealista i estrany on la banda està tocant i es mostra al carrer certs signes. La banda també és mostrada en una petita habitació negre.

## Posició a les llistes
| Llista (2006)    | Posició |
| ---------------- | ------- |
| UK Singles Chart | 47      |

## Personal
- Charlie Simpson — Veu, Guitarra, Teclat
- Alex Westaway — Veu, Guitarra
- Dan Haigh — Baix
- Omar Abidi — Bateria, Percussió